# 24190 Xiaoyunyin
24190 Xiaoyunyin è un asteroide della fascia principale. Scoperto nel 1999, presenta un'orbita caratterizzata da un semiasse maggiore pari a 2,7525750 UA e da un'eccentricità di 0,0628524, inclinata di 5,84020° rispetto all'eclittica.